# Ахохов Хасанбі Касійович
Хасанбі Касійович Ахохов (нар. 1907, село Куденетово-2 Терської області, тепер Кабардино-Балкарія, Російська Федерація — 1965?) — радянський діяч, голова Ради народних комісарів Кабардино-Балкарської АРСР, голова Президії Верховної Ради Кабардинської АРСР. Депутат Верховної Ради СРСР 1-го скликання (1941—1946).

## Біографія
Народився в селянській родині.
Член ВКП(б) з 1930 року.
У 1930—1935 роках — студент Московського інженерно-будівельного інституту.
У 1935—1938 роках — завідувач відділу виконавчого комітету Кабардино-Балкарської обласної ради. У 1938—1939 роках — голова Державної планової комісії при РНК Кабардино-Балкарської АРСР.
У 1939 — квітні 1944 року — голова Ради народних комісарів Кабардино-Балкарської АРСР.
У 1944 році — голова Президії Верховної Ради Кабардинської АРСР.
У 1944—1948 роках — голова Тамбовської обласної планової комісії.
У 1957—1965 роках — завідувач відділу харчової промисловості виконавчого комітету Тамбовської обласної ради депутатів трудящих.

## Нагороди
- орден Вітчизняної війни ІІ ст.
- медалі